# Tứ diệu đế

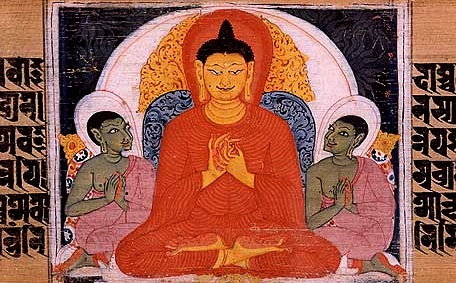
Đức Phật đang giảng dạy Tứ diệu đế. Tài liệu viết tay bằng tiếng Phạn. Nālandā, Bihar, Ấn Độ.

Trong Phật giáo, Tứ Diệu Đế (hay Tứ Thánh Đế) là "bốn sự thật của những bậc cao quý", là những hiện hữu thực chất của thánh nhân.
Bốn sự thật (đế) bao gồm:
1. khổ đế (tiếng Pali: dukkha - sự không thỏa mãn, sự đau đớn, sự duy trì không bền vững) là một tính chất bẩm sinh tồn tại trong các cảnh luân hồi;[web 2][3][4]
2. tập đế (tiếng Pali: samudaya - nguồn gốc, sự sanh khởi hay là "nguyên nhân"): Khổ (dukkha) khởi cùng với Ái (taṇhā).[web 3][5][6] Trong khi Ái được dịch một cách truyền thống trong các ngôn ngữ phương tây là 'nguyên nhân' của Khổ, thì Ái còn có thể được xem là yếu tố buộc chúng ta vào Khổ, hoặc là một phản ứng đối với Khổ, cố gắng để thoát khỏi nó;[7][8]
3. diệt đế (tiếng Pali: nirodha - sự đoạn diệt, sự chấm dứt, sự giam cầm): Khổ có thể được chấm dứt hoặc được ngăn chặn bằng sự từ bỏ hoặc cắt đứt mối quan hệ với Ái;[9][10][11][12] sự từ bỏ Ái sẽ giải thoát khỏi sự trói buộc của Khổ;[7][8]
4. đạo đế (tiếng Pali: magga - con đường) bát chánh đạo là con đường dẫn đến sự từ bỏ, sự đoạn diệt Ái (tanha) và Thủ, và giải thoát khỏi Khổ (dukkha).[13][14][15]

## Bốn sự thật

### Bộ đầy đủ – Dhammacakkappavattana Sutta
Tứ diệu đế được biết đến nhiều nhất qua sự giải thích của chúng trong bài kinh Chuyển pháp luân (Dhammacakkappavattana) mà nó bao gồm hai bộ về tứ diệu đế, trong khi một vài bộ khác có thể được tìm thấy ở tạng kinh tiếng Pali, một bộ sưu tập các bản miêu tả trong truyền thống Phật giáo Thượng tọa bộ. Bộ đầy đủ, là bộ được sử dụng nhiều nhất trong các bản giải thích hiện đại, bao gồm nhiều lỗi ngữ pháp, dẫn đến nhiều nguồn khác cho bộ này và có vài vấn đề liên quan đến việc phiên dịch trong cộng đồng Phật giáo cổ đại. Tuy nhiên, những điều trên đã được xem như là đúng bởi truyền thống tiếng Pali, mà nó đã không sửa lại những lỗi trên.
Dựa theo truyền thống Phật giáo, Kinh Chuyển pháp luân, "Thiết lập chuyển động cho bánh xe của chánh Pháp", chứa đựng các phương pháp giảng dạy đầu tiên mà Đức Phật đã đưa ra sau khi đạt đến sự giác ngộ hoàn toàn, và giải thoát khỏi sự tái sinh. Theo L. S. Cousins, rất nhiều học giả xem rằng "bài kinh này đã được xác định như là bài giảng đầu tiên của Đức Phật chỉ ở thời gian sau này," và theo giáo sư về tôn giáo Carol S. Anderson thì bốn sự thật có lẽ lúc ban đầu không phải là một phần của bài kinh này, nhưng chúng đã được thêm vào sau đó thông qua một vài phiên bản chỉnh sửa. Trong bài kinh này, tứ diệu đế được trình bày như sau ("tỳ-kheo" thường được dịch là "tu sĩ Phật giáo"):
Đây là Thánh đế về Khổ, này các Tỳ-kheo. Sanh là khổ, già là khổ, bệnh là khổ, chết là khổ, sầu, bi, khổ, ưu, não là khổ, oán gặp nhau là khổ, ái biệt ly là khổ, cầu không được là khổ. Tóm lại, năm thủ uẩn là khổ.
Đây là Thánh đế về Khổ tập, này các Tỷ-kheo, chính là ái này đưa đến tái sanh, câu hữu với hỷ và tham, tìm cầu hỷ lạc chỗ này chỗ kia. Tức là dục ái, hữu ái, phi hữu ái.
Đây là Thánh đế về Khổ diệt, này các Tỷ-kheo, chính là ly tham, đoạn diệt, không có dư tàn khát ái ấy, sự quăng bỏ, từ bỏ, giải thoát, không có chấp trước.
Đây là Thánh đế về Con Đường đưa đến Khổ diệt, này các Tỷ-kheo, chính là con đường Thánh đạo Tám ngành, tức là chánh tri kiến, chánh tư duy, chánh ngữ, chánh nghiệp, chánh mạng, chánh tinh tấn, chánh niệm, chánh định.

Cũng theo bài kinh này, với sự thấu hiểu hoàn toàn về bốn sự thật này thì việc giải thoát khỏi vòng luân hồi (saṃsāra) đã được Đức Phật đạt được:
Tri kiến khởi lên nơi Ta: "Bất động là tâm giải thoát của Ta. Đây là đời sống cuối cùng, nay không còn tái sanh nữa"..

Việc thấu hiểu bốn sự thật đối với những người nghe pháp của Đức Phật sẽ dẫn đến sự mở ra Con mắt chánh pháp (Dhamma Eye: pháp nhãn), đó là, sự đạt được chánh kiến:
"Phàm vật gì được tập khởi, tất cả pháp ấy cũng bị đoạn diệt"

### Bộ cơ bản
Theo K.R. Norman, bộ cơ bản được trình bày như sau:
| Tiếng Pali                          | Tiếng Việt                                    |
| ----------------------------------- | --------------------------------------------- |
| idam dukkham                        | đây là khổ                                    |
| ayam dukkha-samudayo                | đây là sự tập khởi của khổ                    |
| ayam dukkha-nirodha                 | đây là sự đoạn diệt của khổ                   |
| ayam dukkha-nirodha-gamini patipada | đây là con đường đưa đến sự đoạn diệt của khổ |

Các thuật ngữ chính trong phiên bản dài hơn của câu này là dukkha-nirodha-gamini Patipada, có thể được dịch như sau:
- Gamini: dẫn tới, làm đến[web 9]
- Patipada: con đường, lối đi, hướng đi; là một phương tiện để đạt đến một mục tiêu hoặc một đích đến.[web 10]

### Bộ ghi nhớ
Theo K. R. Norman, tạng kinh tiếng Pali chứa nhiều dạng rút gọn của tứ diệu đế. "Bộ ghi nhớ" là bộ được "dùng để nhắc nhở người nghe về dạng đầy đủ của tứ diệu đế." Dạng sớm nhất của bộ ghi nhớ là "dukkham samudayo nirodho magga", mà không đề cập đến các thuật ngữ sacca hay arya vì chúng được thêm vào trong công thức về sau. Bốn thuật ngữ ghi nhớ có thể được hiểu như sau:
1. Dukkha - "không thỏa mãn",[web 11] "bản chất không thỏa mãn và sự không an toàn của tất cả các pháp hữu vi"; "đau đớn".[27][28] Dukkha thường hay được dịch là "đau đớn" (suffering). Theo Khantipalo, đây là một bản dịch chưa chính xác, bởi vì nó chỉ cho bản chất không thỏa mãn tột cùng của những trạng thái và thứ tạm thời, bao gồm những trải nghiệm mang tính hài lòng nhưng tạm thời.[29] Theo Emmanuel, Dukkha là đối lập với sukha, "hài lòng", và nó nên được dịch như là "khổ".[28]
2. Samudaya - "nguồn gốc", "nguồn", "sự sinh khởi", "đưa đến sự tồn tại";[web 12] "tổng các yếu tố hay phần tử của một cá thể hoặc sự tồn tại", "nhóm", "đi cùng với nhau", "sự kết hợp", "sản sinh ra nguyên nhân", "sự sinh khởi".[web 13] Nó bao gồm:
  1. sam - "với, cùng với";[30]
  2. udaya - "sự sinh khởi," "sự gia tăng";[31] "sự vươn lên, sự đến trước"; "sự nâng cao, sự đề cao, sự gia tăng; sự phát triển"; "kết quả, hậu quả";[32]
3. Nirodha - sự đoạn diệt; sự giải phóng; để hạn chế;[7] "sự ngăn chặn, sự đàn áp, sự xây tường, sự kiểm soát"[web 14]
4. Marga - "con đường".[web 15]